# Schüler-Report
Schüler-Report – Junge, Junge, was die Mädchen alles von uns wollen ist ein deutscher Softsexfilm aus dem Jahre 1971. Der Film zählt zum Genre der Report-Filme und ist nach dem Schulmädchen-Report-Schema aufgebaut. 

## Handlung
In sieben Episoden wird aus dem Leben von Jugendlichen zwischen 14 und 19 Jahren erzählt. Diese schildern ihre Erfahrungen mit dem anderen Geschlecht: entweder beim Manöver im Gebirge, mit der bisher unberührten Nachbarstochter oder gestört von einer rachsüchtigen Schwester.

## Trivia
Sascha Hehn hat in diesem Film einen seiner ersten Auftritte.

## Kritik
„Ein weiterer Report" ohne Informationswert. Zwar greift das Drehbuch, etwa in der Schilderung der Beziehung zwischen einem Schüler und der Mutter seines Mitschülers, auch realitätsnahe Konfliktmöglichkeiten auf; die Regie betont aber in der Hauptsache die zotigen Witzchen.“